# 後藤久典
後藤 久典（ごとう ひさのり）は、日本の通産官僚。経済産業省中小企業庁中小企業取引研究官。
経済産業省商務情報政策局博覧会企画調整官、中小企業庁経営支援部商業課長、防衛省経理装備局システム装備課長、経済産業省貿易経済協力局貿易管理部安全保障貿易管理課長、独立行政法人日本貿易振興機構展示事業部博覧会・渉外担当審議役、二千十五年ミラノ国際博覧会に対する陳列区域日本政府代表などを歴任した。

## 来歴

### 通商産業省、経済産業省にて
東京学芸大学教育学部附属高等学校卒、1986年東京大学経済学部卒。国家公務員試験に合格し、通商産業省に入省した。同期入省に岸博幸（元竹中平蔵総務大臣秘書官）、藤末健三（元総務副大臣）、鈴木寛（元文部科学副大臣）、中尾泰久（特許庁総務部長）などがいる。
2001年の中央省庁再編にて通商産業省が経済産業省に再編されると、引き続き経済産業省に勤務する。経済産業省では、2006年5月から同年7月まで本省の商務情報政策局にて博覧会推進室の室長に併任され、同年7月から2007年7月まで外局である中小企業庁の経営支援部にて商業課の課長を務めた。また、防衛省に出向した際には、経理装備局システム装備課の課長を務めた。その後、本省に戻り、貿易経済協力局の貿易管理部にて、安全保障貿易管理課の課長兼同課特定技術交流管理室長などを務めた。課長在任中は、日本安全保障貿易学会の研究大会において、専門である安全保障と貿易管理に関する講演を行っている。

### 日本貿易振興機構にて
その後、独立行政法人日本貿易振興機構に出向し、展示事業部にて博覧会・渉外担当審議役に就任した。折しも、イタリアのロンバルディア州ミラノ県ミラノ市にて、2015年よりミラノ国際博覧会が開催されることになった。それに伴い、2012年3月27日の閣議了解により、農林水産省と経済産業省が幹事省、国土交通省が副幹事省を務め、日本貿易振興機構を参加機関として、日本が公式参加することが決定された。それにともない、内閣から「二千十五年ミラノ国際博覧会に対する陳列区域日本政府代表」に任命され、ミラノ国際博覧会における日本館の出展準備を指揮していた。2013年7月には、経済産業大臣政務官の平将明らとともに、駐日イタリア大使館で開催されたミラノ国際博覧会参加契約調印式に臨んだ。日本駐箚イタリア特命全権大使のドメニコ・ジョルジ (Domenico Giorgi)らと会談したのち、ミラノ国際博覧会の代表を務めるジュゼッペ・サーラ (Giuseppe Sala)と参加契約書を取り交わした。調印式では「イタリアのスローフードに通じる、栄養バランスが整った日本食文化の特長を世界に広めたい」との決意を語るなど、この博覧会を通じて日本の食文化の普及を図ろうと意欲を示していた。しかし、自身のブログでの言動が問題視され、同年9月25日付で出向を解かれ、内閣から「二千十五年ミラノ国際博覧会に対する陳列区域日本政府代表」を解任された。翌日付で茂木敏充経済産業大臣から停職2か月の懲戒処分を下されるとともに、本省の大臣官房付となった。2017年8月現在経済産業省中小企業庁事業環境部中小企業取引研究官。

## 政策・主張
東日本大震災からの復興
東北地方太平洋沖地震により引き起こされた東日本大震災からの復興について、自身のブログにてさかんに発言していた。ブログにおいては「そもそも、復興費用11億円って誰がどうやって、きめたのさ?」と書き込むなど、復興にかかる費用の算出根拠に対して懐疑的なコメントを掲載した。また、被災地がもともと過疎地だったことを指摘したうえで、そのような過疎地の港湾・堤防の建設整備や、被災者の既得権益の保護、移住への補償などに対して、復興を名目に日本国民の血税を投入してよいのかと疑問視する意見を掲載していた。そのうえで「復興は不要だと正論を言わない政治家は死ねばいいのに」などと自説を展開していた。ところが、ブログの中の「ほぼ滅んでいた東北のリアス式の過疎地で定年どころか、年金支給年齢をとっくに超えたじじぃとばばぁが、既得権益の漁業権をむさぼるために」などの過激な記述が問題視され、騒動となった。別の日に投稿した記事においても、高齢者に対して「早く死ねよ」と書き込むなど、過激な表現が散見された。問題が発覚した際、「個人のブログだったので書いてしまった。不徳の致すところだ」と説明したものの、経済産業省は「著しく不適切な内容の掲載を繰り返し行った。国家公務員としての信用を失墜させる行為だ」と判断し懲戒処分を下した。また、内閣官房長官の菅義偉は「国家公務員としてあるまじき行為であり、極めて遺憾だというふうに考えています」とのコメントを発表した。
天下り
上記の通り既得権益に批判を示す一方、自身は2013年7月に投稿したブログの記事にて「あましたりまであと3年、がんばろっと」と記述するなど、3年後の天下りへの意気込みと決意を表明した。
国際博覧会
国際博覧会に関する業務に縁が深い。愛知県愛知郡長久手町、豊田市、瀬戸市にて2005年日本国際博覧会が開催された際には、2005年日本国際博覧会協会に出向し、事業企画本部の企画事業グループに所属した。イタリアのミラノで開催されるミラノ国際博覧会においては、「二千十五年ミラノ国際博覧会に対する陳列区域日本政府代表」に就任し、参加契約書にサインするなど日本国の対外的な代表としての役割を果たした。

## 著作
- 後藤久典稿「パートナーロボットの実用化に向けて――愛知万博のロボット」『建設の施工企画』661巻、日本建設機械化協会、2005年3月25日、46-51頁。
- 後藤久典稿「中心市街地活性化法改正の意図を聞く――制度改革の経緯と今後の対応」『まちづくり』13号、学芸出版社、2007年1月、24-28頁。
- 後藤久典・岩井滉稿「追い風となるか改正まちづくり三法」『専門店』674号、協同組合連合会日本専門店会連盟、2007年1月、6-10頁。
- 後藤久典稿「小売・流通業の現状と今後の方向」『販売士』181号、日本販売士協会、2007年9月、2-6頁。